# 地デジカ

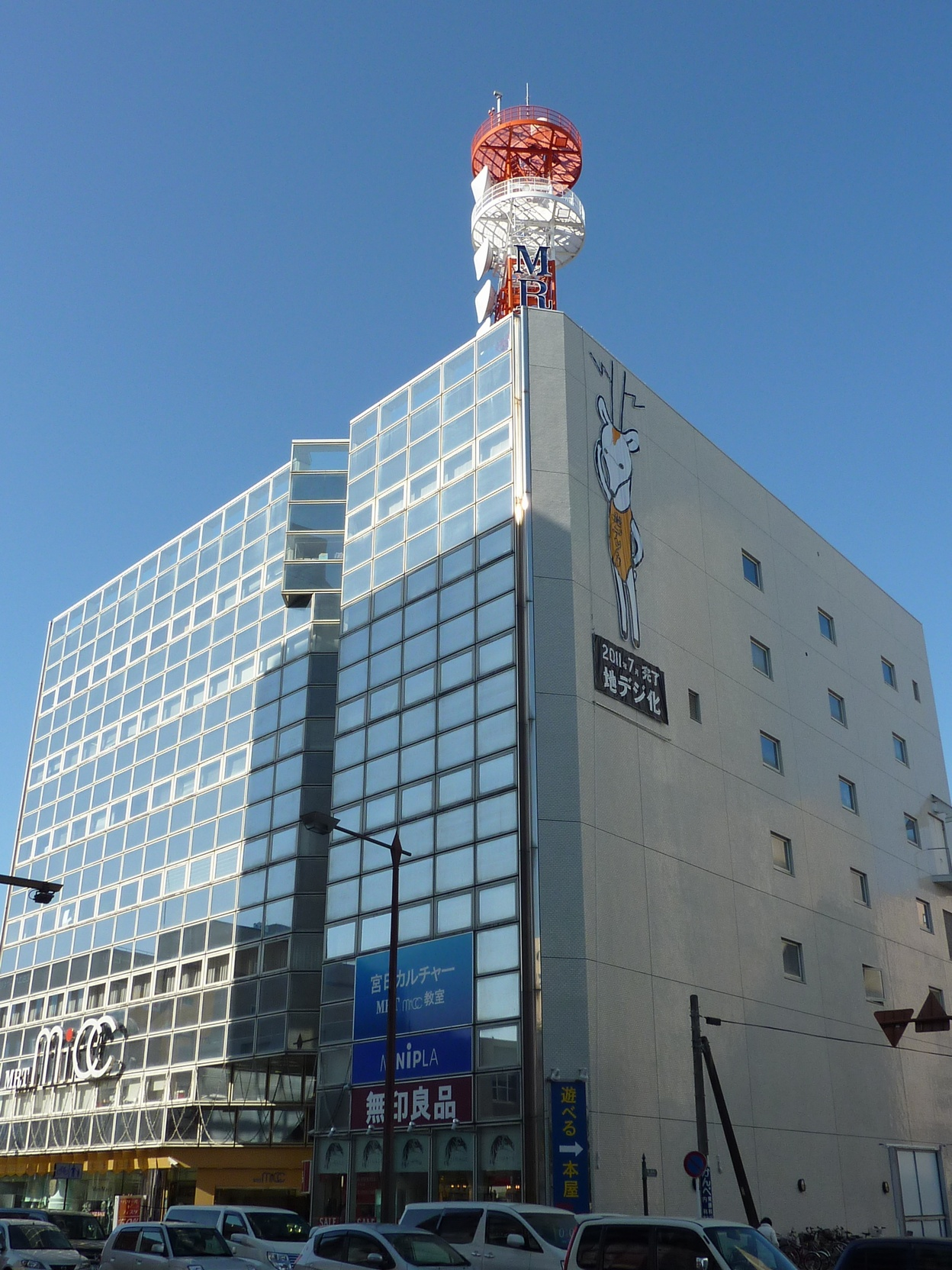
MRT宮崎放送社屋に描かれた地デジカ

地デジカ（ちデジカ）とは2011年7月に完全移行が予定されていた地上デジタルテレビ放送（地デジ）完全移行を推進するために制作されたキャンペーン用のキャラクターである。日本民間放送連盟（民放連）が著作権・登録商標（第5271900号ほか）を所有している。制作幹事はフジテレビジョン。2009年4月27日に、日本民間放送連盟により発表された。キャラクターの名前は「地デジ化」と掛けている。なお、キャラクターライセンス窓口は社団法人デジタル放送推進協会。CMでの声優は浦和めぐみ。

## 来歴
地デジカは、当時民放連の幹事社だったフジテレビが企画を担当し、社員・外部スタッフらによる150近い案の中から選ばれ、2009年4月27日に発表された。
しかし、この発表のタイミングが、当時デジタル放送推進協会から地上デジタル放送推進のメインキャラクターとして起用されていた草彅剛が公然わいせつ罪で現行犯逮捕された4日後だったことや、発表の際に鳩山邦夫総務大臣（当時）が「彼（草彅）がいない分はこの地デジカくんに頑張ってもらわにゃならん」とコメントしたことがあり、発表当初は草彅の代役として急遽用意されたキャラクターとの誤解もあった。後に草彅が地デジキャンペーンキャラクターに復帰し、7月24日に東京都内で開かれた「デジタル放送完全移行推進の集い」で事件以来初めての登場となった際には、地デジカに向かって「こんにちは、初めまして草彅剛です。ぼくがいない間に頑張っていただいてありがとうございます」と挨拶する場面もあった。

## 設定
民放連の発表による公式な設定。
種別
シカの仲間で、シカから進化した動物。
外観
二足歩行型の白いシカ。オス・メスともに頭部にはアンテナ状をした2本の角を備える。この角は抜けて、地上デジタル放送対応アンテナとして屋根に設置されるとすぐに新しい角が生えてくる。なお、この角を屋根に設置する行為を「マーキング」と呼んでいる。
特徴
単独行動が多いが、たまに群れをなす。
衣装
通常は、胴体に「地デジカ」の文字が大書きされたレオタードのような黄色の服を着用。アナログ放送を受信していることを明示する必要がある場合は赤色の服を着用、デジタル放送を受信していることを明示する必要がある場合は青色（水色）の服を着用。なおこの着衣がスクール水着やレオタードに見えるという反響もあったが民放連側はそれを否定、時節の話題に合わせた衣装を取り入れるという意向を示しており、スポーツイベントをモチーフとしたスポットCMなどでも様々な衣装を着ている。
誕生日
2003年12月1日（地上デジタル放送が開始された日）
出身地
地デジ星12-1-5（『SMAP×SMAP』に友情出演した際に、地デジカの冗談として処理された。公式設定かどうかは不明）
生息地
日本
身長
1m
体重
15-20kg
特技
カメラ目線
長所
焦らないところ
短所
おせっかい

## 出演作品

### テレビCM
- 地デジ化啓発CM（日本民間放送連盟加盟のテレビ局・NHK、2009年5月1日 - ） - スポットCMとして随時放送。「全国一斉地デジ化テスト〜アナタの家は地デジ化済んでますか?〜」・「7月地デジ完了まで、あと6か月!」などの短縮版（15秒・30秒・60秒の3種）、各局の地デジ大使・マスコットキャラクターと共演したCM、季節限定CM、スポーツイベントをモチーフとしたCMなど種類は多数。

### テレビ番組

#### 通常番組
- 歌うコンシェルジュ〜あなたに番組案内（NHK総合テレビジョン・NHKデジタル衛星ハイビジョン、2010年12月 - ） - 「マリコも地デジ化」コーナーで、着ぐるみのみレギュラー出演。
- ムービングロゴ（民放各局、2011年1月 - ） - 各局で放送されているさまざまな番組内で、主に番組冒頭の画面右上で地上デジタルテレビ放送への移行を告知。
  - 日本テレビの『Oha!4 NEWS LIVE』では地上波だけでなく、同時放送を行うBS日テレや日テレNEWS24でもそのままムービングロゴが放送されていた。

#### 啓発番組
アナログ放送とデジタル放送では内容が異なる。
- 全国一斉地デジ化テスト〜アナタの家は地デジ化済んでますか?〜（民放テレビ局127社・NHK、2010年7月4日） - 全国一斉同時放送（制作：日本テレビ放送網）。
- 7月地デジ完了まで、あと6か月!（民放テレビ局59社・NHK、2011年1月24日） - 主要局で一斉同時放送。NHK・一部の地方局では別の時間に放送（制作：TBSテレビ）。
- 7月地デジ完了まで、あと5か月!（関東地方の民放各局・NHK、2011年2月19日）
- 7月地デジ完了まで、あと4か月!（関東地方の民放各局・NHK、2011年3月19日）
- 7月地デジ完了まで、あと3か月!（民放連加盟のテレビ局59社・NHK、2011年4月24日）

その他
- 地デジカTV（CHIDEJIKA TV）（フジテレビ、毎週土曜日4:50～4:52（約3分放送）） - これは4頭の「地デジカ」が登場して「どーも地デジカです!」、「地デジカです!」と挨拶してまだアナログテレビを持ってる視聴者に地デジのお早めにする為にアドバイスと地デジの宣伝CMを2つ紹介して最後に4匹の「地デジカ」が地デジについて話をしたり、何かで突っ込みしたり、ショートコントをして終わる。ちなみにタイトルデザインが「地デジカ」の顔を模したものになっていた。

### テレビドラマ
- 地デジカ家族（フジテレビ、2009年11月23日 - 27日 ほか）
- 地デジカ家族2（フジテレビ、2011年1月24日 - 29日）

## ネットでの反応
地デジカの登場はネット上でも大きな話題を呼び、発表後は公式サイトにアクセスしづらい状況が続いた。Yahoo! JAPANで検索数が多かったトピックを紹介する「Yahoo! トレンドサーフィン」で発表された「ゆるキャラランキング」では1年間で検索されたゆるキャラの中で登場からわずか2日後の4月29日の集計ながら「ひこにゃん」、「せんとくん」に続く3位にランクインしている。
また上記のように地デジカの衣装がスクール水着に見えたことも話題性を呼び、イラストSNS「pixiv」には地デジカを女の子に擬人化したイラストなども投稿された。ネット上で公開されたイラストの中にはわいせつな表現を含むものもありこの状況を受け民放連はガジェット通信の取材に対して地デジカを題材とした二次創作に関して厳しい姿勢をとること、転載はもちろん自分が描いたイラストのブログ等への掲載も禁じることをコメントした。ただし、ZAKZAKの報道ではガジェット通信のものと異なり「節度ある描き方をしてほしい」という内容によっては二次創作も認めるようなコメントも出ている。そうした中、電子掲示板サイト2ちゃんねるからクマのアスキーアート「クマー」の頭にアナログ放送受信用のアンテナの形をした角を付けた「アナログマ（アナロ熊）」というパロディキャラクターも登場。民放連が地デジカの利用に対し厳しい姿勢を見せた事でネット上で反発を呼んだのに対しアナログマは利用の自由を標榜、地デジカの公式サイトを模したアナログマの公式サイトを名乗るサイトも作られ動画投稿サイトにはアナログマをテーマにした『アナロ熊のうた』という歌やそのPVなども登場した。
また地デジカの名前に関連するドメイン名が押さえられていなかった為、chidejika.jpのドメインを使ったパロディサイトの登場という事態も発生、パロディサイトでは草彅の公然わいせつ事件にちなんだとみられる「恥デジカ」と書かれた男性器を露出した地デジカの画像が表示された。アナログ放送が終了した2011年8月以降は民放連サイト・パロディサイト共に削除されている。
なお2010年4月16日から地デジカの広告販促使用・商品化が開始され、その収益は地上デジタルテレビ放送への対応が遅れている病院・老人福祉施設にデジタル放送対応テレビの寄附するために使用されている。

## 公式資料におけるウィキペディアの利用
2009年5月6日、公式資料に記された地デジカのプロフィールについてウィキペディアのシカの記事に書かれていた文章の出典を明記することなく一部分を地デジカ向けに変えただけの二次利用を行いGFDL違反となっている可能性が指摘された。上記のように地デジカの著作権に関して厳しい姿勢を見せていた民放連による違反行為ということからネット上で反発を呼びこの件に関する問い合わせが殺到、民放連はJ-CASTニュースの取材に対し引用の状況について調査を開始し問題点があれば対処すると明言した。
その後、5月8日になって説明文を修正し読売新聞の取材に対して「ウィキペディアを参照したことは確かで、出典を明記するなど必要な手続きをしていなかった。当該部分を削除することでおわびに代えさせてもらいたい」とコメントしている。

## 地デジカ利用状況

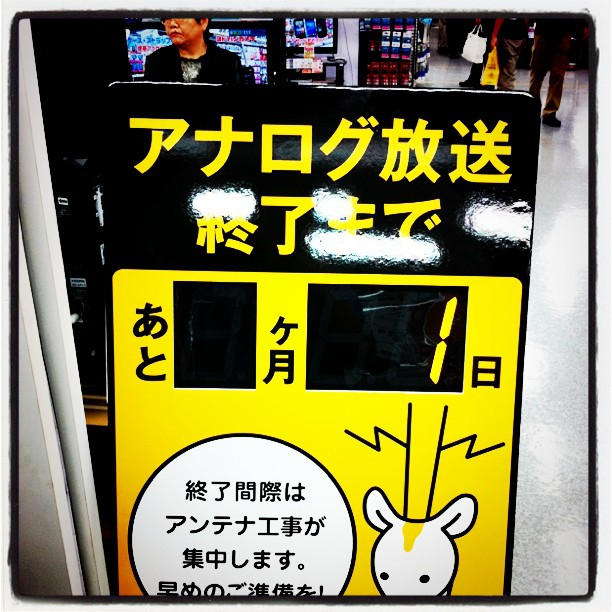
家電量販店、2011年7月23日（土）

各民放では基本的にスポットCMの形で放送しているが自社でデジタル移行問い合わせ窓口を設けていない民放、地上デジタル放送推進大使が退職などで不在となった民放、地域独自のCMを制作していない民放ではそれらに代わるものとして放送頻度が高くなる傾向がある。
例えばテレビ西日本では草彅逮捕後、女性アナウンサーを起用した独自の地デジ移行告知スポットCMを放送していたが当該アナウンサーが退職した2009年7月以降、これらを地デジカに置き換えている。また朝日放送では自社でのアナログ放送終了告知に代えて、地デジカのCMを大量放送している。
TBS制作の『COUNT DOWN TV』では番組冒頭のみ、やや右上に地デジカが登場する。
また、スポーツイベントの中継中にはそれにちなんだコスチュームの地デジカが登場する。たとえばテレビ朝日の世界水泳ではシンクロをしている地デジカ、フジテレビの女子バレーワールドグランプリではバレーボール全日本女子のユニホームを着用した地デジカ、同局の『みんなのケイバ』→『みんなのKEIBA』では馬に乗った地デジカ、日本テレビの巨人戦中継ではジャイアンツのユニホームを着た地デジカ、そしてTBSの2009年世界陸上競技選手権大会にいたっては棒高跳（走高跳）をする地デジカのスポットCMまで放送された。
民放のキャラクターとして登場した地デジカであったが非常に好評であったことから民放だけでなく総務省やNHKも利用できる体制とするため、現在ではデジタル放送推進協会に管理が委託されており民放のスポットCMだけでなく多様な地デジ広告などに登場している。実際に2009年12月31日には『第60回NHK紅白歌合戦』にも登場している（NHK北海道では2009年11月1日から「まるごと地デジカ」と題したテレビコマーシャルに出演していた）。家電メーカーの店頭用POPやカタログに、テレビだけではなく対応レコーダーやカーナビゲーションのPRキャラクターとして登場している。さらに現在ではライセンス契約による商品化も行われており、以前はノベルティグッズなどとしてしか手に入れることが出来なかった地デジカグッズを購入することも出来る。
2010年3月から北海道各局のマスコットキャラクター（もんすけ、ファイビー&ファイニー、onちゃん、らっぴぃ、みちゅバチ）やどーもくんが観覧車風ゴンドラに乗ったコラボCMが放送されている。
テレビ東京では、2010年8月から7チャンパンダ（ピラメキパンダ）とのコラボCMも放送されている。
放送大学学園ではデジサポのCMが放送される際に地デジカが登場する。
2010年12月31日23時45分から2011年1月1日0時15分までNHK総合テレビで放映された『ゆく年くる年』では、本編の最後に中継先の東京スカイツリーから地デジカの着ぐるみとNHKの鈴木奈穂子アナウンサーが出演し、「今年（2011年）7月に地上アナログ放送が終了し、デジタル放送に完全移行します」とアピールした。
また2009年と2011年には、啓発を目的とした連続ドラマ『地デジカ家族』（2009年11月）・『地デジカ家族2』（2011年1月）がフジテレビで放送された。
地デジ完全移行まで1年を切った2010年夏以降は通常のテレビ番組でも地デジ化が積極的に告知されるようになり、それに合わせて地デジカが登場する頻度も高まっている。番組によっては、地デジカがゲストとして番組進行や他の出演者に直接かかわることがある。
2011年12月31日18時30分から2012年1月1日0時30分までNNS系列で放送されたダウンタウンのガキの使いやあらへんで!!・笑ってはいけない｢空港24時｣内の「深夜の特別ルール・驚いてはいけない空港24時」で、浜田と田中が謎の覆面集団に拉致された遠藤と山崎を救出するシーンでは、セグウェイに乗った地デジカ（の着ぐるみ）が登場し、画面下部に「岩手・宮城・福島の3県のアナログ放送は、2012年3月31日に終了します。」のテロップが出された。なお、このテロップは、該当地域の系列局（テレビ岩手・ミヤギテレビ・福島中央テレビ）のみならず、ネット局全てに出された。
2013年9月より、ケーブルテレビにおいて暫定的にデジタル放送をアナログ放送に変換して再送信する「デジアナ変換サービス」の視聴者に向けて「デジアナ変換は2015年3月末に終了する」と呼びかけるスポットCMにて登場した。

## 仲間
地デジカを観察する研究者という設定。テレビCMのみで登場し、映像での登場はなく音声のみとなっている。
- 博士（声優：青野武） - 地デジカを研究している博士。まだアナログテレビを使用しており、近々デジタルテレビに買い換えることを検討している。
- 助手（声優：太田真一郎） - 博士の助手。

## 悪者
「地デジ詐欺防止」のCMで「地デジカ」が注意してる時に登場する「偽の地デジカ」。
- 偽ジカ（声優：島田敏） - 役所や業者になりまして集金や偽の地デジチューナーの販売で騙そうとしてくるシカ。サングラスを掛けており、角がニセ、服も「偽ジカ」となっている。CM内では正体は葉っぱで化けたタヌキのように描写された。

## 原案・制作
原案は、制作プロダクションFILM LLP。FILM LLPディレクター尾形竜太、アートディレクション古里泰司、イラストレーション博多哲也の共同制作による。